# 3577 Putilin
A 3577 Putilin (ideiglenes jelöléssel 1969 TK) egy kisbolygó a Naprendszerben. Ljudmila Ivanovna Csernih fedezte fel 1969. október 7-én.